# Conferència europea de les administracions de correus i telecomunicacions
La Conferència Europea d'Administracions de Correus i Telecomunicacions (CEPT) va ser creada el 1959 a la ciutat de Montreux a Suïssa, com una organització per millorar els serveis postals i telefònics.
Els dinou membres fundadors eren els monopolis estatals encarregats dels correus i les telecomunicacions, des d'aleshores substituïts per administracions més independents. La CEPT està oberta a totes les administracions europees de correus i telecomunicacions dels països membres de la Unió Postal Universal (UPU) o de la Unió Internacional de Telecomunicacions (ITU).
Des que el 17 març de 2022 en acord amb els estatuts, Rússia i Belarús van ser suspesos, 46 estats europeus n'estan membres.
El 1988 va crear al seu si l'Institut Europeu de Normes de Telecomunicacions (ETSI).